# Tuar Mhic Éadaigh
Tuar Mhic Éadaigh, Tourmakeady, (ibland Tourmakeady på engelska) är en ort i Mayo i Connacht på Irland på stranden av Lough Mask. Orten hade runt 1 500 invånare år 2002 och ligger i en Gaeltacht där iriska fortfarande talas.